# Sharon Cherop
Sharon Cherop (Kenia, 16 de marzo de 1984) es una atleta keniana, especialista en la prueba de maratón, con la que llegó a ser medallista de bronce mundial en 2011.

## Carrera deportiva
En el Mundial de Daegu 2011 gana la medalla de bronce en al maratón, con un tiempo de 2:29.14, quedando en el podio tras dos compatriotas kenianas: Edna Kiplagat y Priscah Jeptoo.